# Alfred Noyes
Alfred Noyes (16 de septiembre, de 1880 - 28 de junio, de 1958) fue un poeta inglés, conocido principalmente por sus baladas The Highwayman (El salteador de caminos, 1906) y The Barrel Organ.

## Vida
Nacido en Wolverhampton, Inglaterra, era hijo de Alfred y Amelia Adams Noyes. Estudió en el Exeter College, de la Universidad de Oxford, abandonando los estudios antes de obtener un título. 
A los veintiún años, publicó su primera colección de poemas, The Loom Years. Desde 1903 hasta 1908, Noyes publicó cinco volúmenes de poesía, incluyendo The Forest of Wild Thyme y The Flower of Old Japan and Other Poems.
En 1907, se casó con Garnett Daniels. Tuvo la oportunidad de enseñar literatura inglesa en la Universidad de Princeton, donde enseñó desde 1914 hasta 1923. Su esposa falleció en 1926, lo que influyó en su conversión al catolicismo. Escribió sobre esta conversión en The Unknown God, publicado en 1934. Más tarde, Noyes se casó con Mary Angela Mayne Weld-Blundell, de una familia católica. Tuvieron tres hijos: Henry, Veronica, y Margaret. 
Más adelante, comenzó a dictar su obra, por su creciente ceguera. En 1953 se publicó su autobiografía, Two Worlds for Memory.
Murió a los setenta y siete años de edad, y fue enterrado en la Isla de Wight. Escribió cerca de sesenta libros, incluyendo poesía, novelas, y relatos cortos. Su poesía se dedica al patriotismo y a los héroes de guerra, en un sentido semejante al de Kipling; refleja su aprecio por la naturaleza, su respeto hacia los aventureros y exploradores, y su fe en Dios. 

## Libros
Ballads and Poems. 423 páginas. Editado por William Blackwood & Sons Ltd. Edinburgh and London, 1928. Con foto del autor y firma impresa en la anteportada

## Curiosidad
La cantante Loreena McKennitt musicó el poema The Highwayman (El salteador de caminos), en su disco The Book of Secrets.